# Journal of the American Heart Association
Il Journal of the American Heart Association: Cardiovascular and Cerebrovascular Disease è una rivista scientifica quindicinale ad accesso aperto e sottoposta a revisione paritaria, che si occupa di cardiologia. Dal 2015 è pubblicata dalla John Wiley & Sons per conto dell'American Heart Association di cui è la rivista ufficiale.
È stata fondata nel 2012 e il caporedattore è Bruce Ovbiagele (Università della California, San Francisco).
Gli articoli sono pubblicati sotto licenza CC BY-NC.

## Finalità
La rivista pubblica tutti i tipi di articoli di ricerca originali, compresi studi condotti su soggetti umani e modelli sperimentali, nonché documenti applicati di tipo clinico, epidemiologico e di politica sanitaria relativi alle malattie cardiovascolari e cerebrovascolari.

## Indicizzazione
Gli abstract e gli articoli della rivista sono indicizzati da:
- Academic Search
- EMBASE
- Index Medicus/MEDLINE/PubMed
- Science Citation Index Expanded.

Secondo il Journal Citation Reports, nel 2021 la rivista ha ricevuto un fattore di impatto pari a 6,107, collocandosi al 42° posto fra 143 altre presenti nella categoria "Sistemi cardiaci e cardiovascolari". Al 2025 ha un indice H pari a 135.